# Seweryn Krzyżanowski

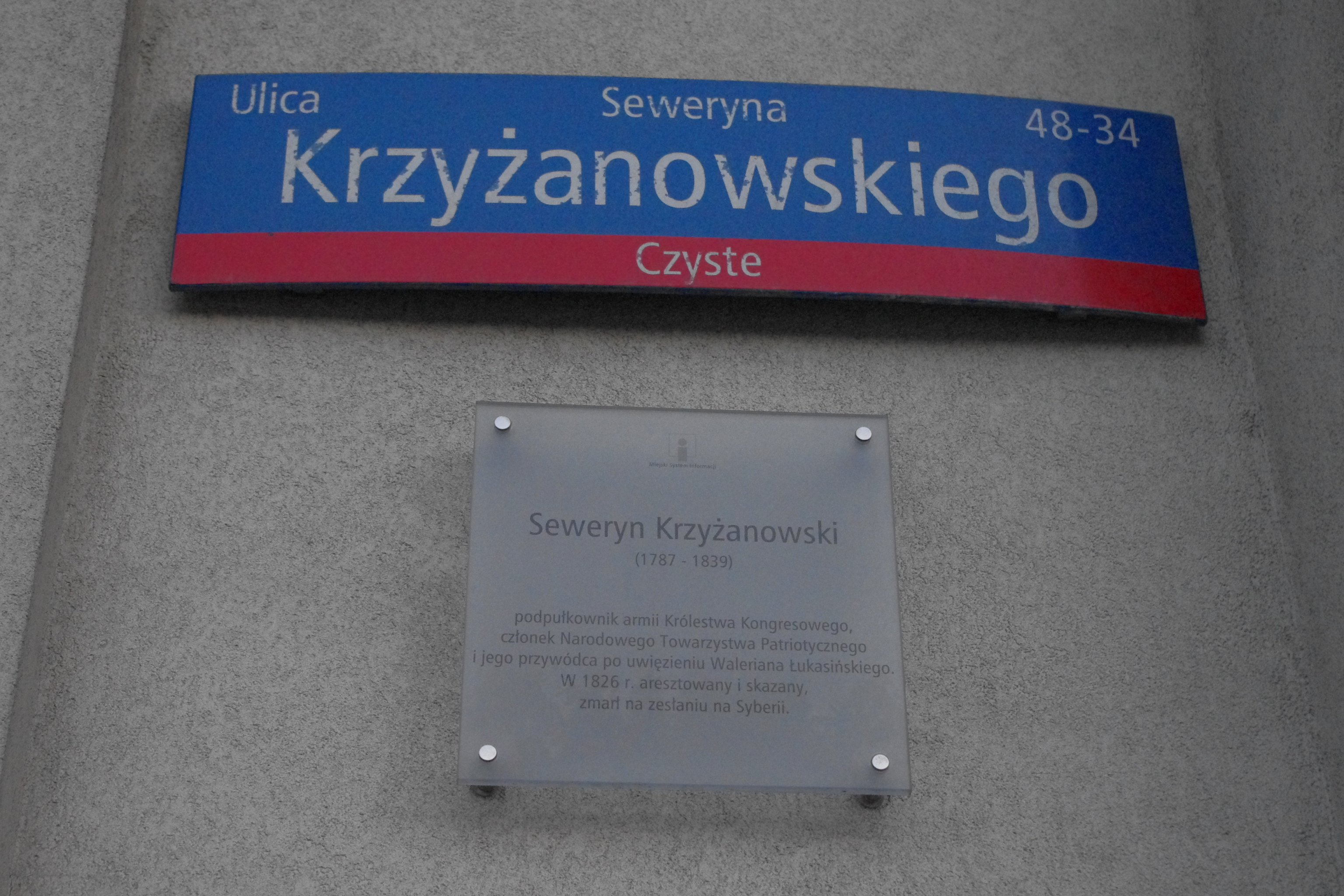
Tablica Miejskiego Systemu Informacji upamiętniająca pułkownika Seweryna Krzyżanowskiego na ulicy jego imienia w Warszawie

Seweryn Krzyżanowski (ur. 14 lipca 1787 w Parchamówce na Naddnieprzańskiej Ukrainie, zm. 1 lipca 1839 w Tobolsku) – podpułkownik Wojsk Polskich, przywódca Towarzystwa Patriotycznego.
W 1808 wstąpił do 4 pułku Legii Nadwiślańskiej. W latach 1809–1811 odbył kampanię w Hiszpanii. Na wniosek księcia Józefa Poniatowskiego odznaczony krzyżem Orderu Virtuti Militari. Wziął udział w 1812 w kampanii w Rosji. Uczestniczył w bitwie nad Berezyną. W 1813 bronił twierdzy Spandau pod Berlinem. 12 października dostał krzyż kawalerski Legii Honorowej. Wziął udział w bitwie pod Lipskiem. W 1814 uczestniczył w walkach we Francji.
27 września 1817 został dowódcą szwadronu w Pułku Strzelców Konnych Gwardii. W 1825 został podpułkownikiem. Był wolnomularzem. Należał do loży Tarcza Północy. Jesienią 1822, po aresztowaniu Waleriana Łukasińskiego stanął na czele konspiracyjnego Towarzystwa Patriotycznego. W 1824 w Kijowie nawiązał kontakty ze Związkiem Południowym (późniejszymi dekabrystami). 20 lutego 1826 został aresztowany. Został wraz ze współpracownikami oskarżony o zdradę stanu przed sądem sejmowym. Sąd oczyścił go z najcięższych zarzutów, jednak za przynależność do organizacji tajnych skazał go na 3 lata i 3 miesiące więzienia. 2 lipca 1828 cesarz Mikołaj I przedłużył mu wyrok bezterminowo i umieścił go w twierdzy Pietropawłowskiej w Petersburgu. 18 lutego 1830 został zesłany do guberni tobolskiej.